# St. Vitus (Neunaigen)

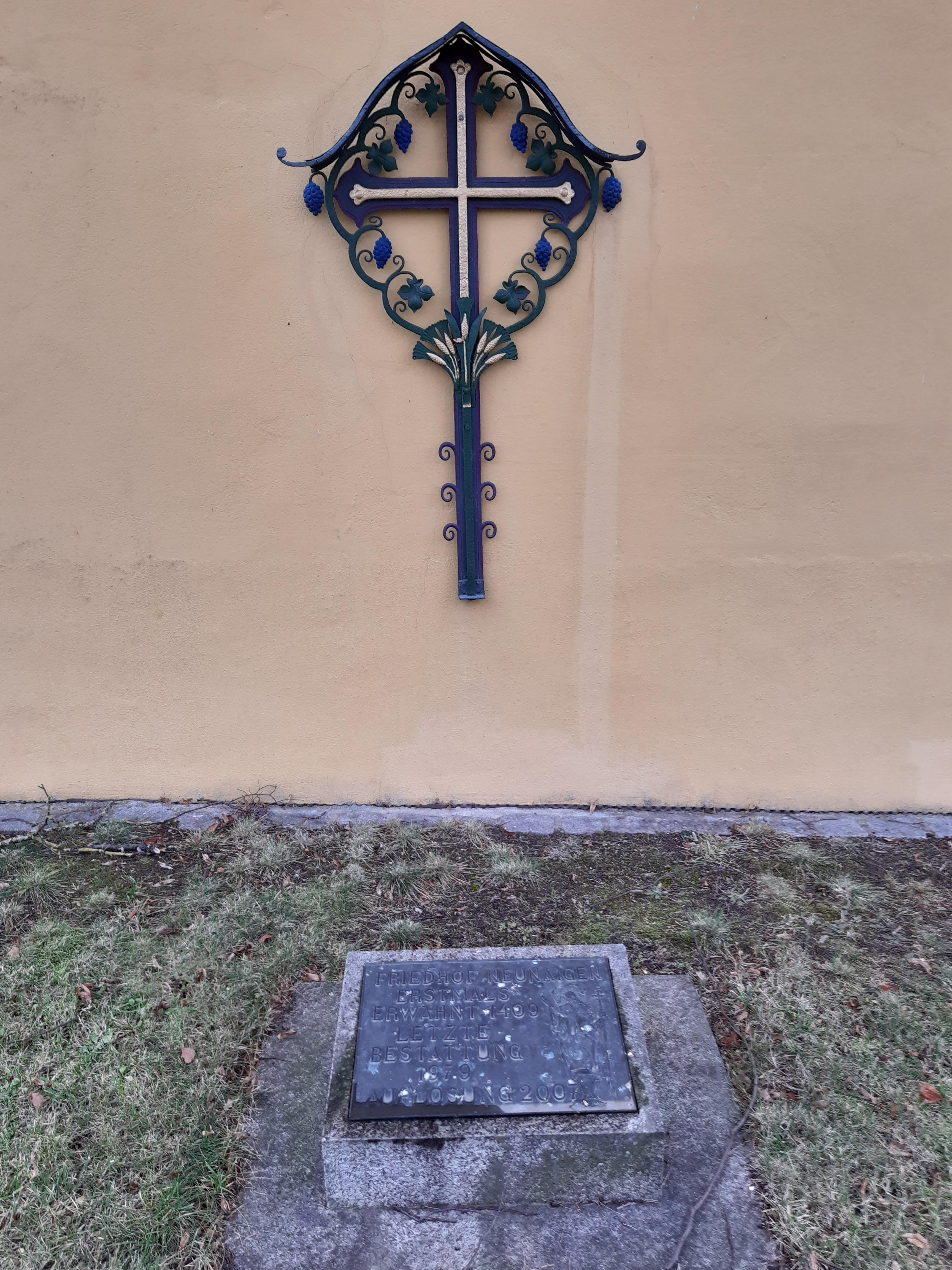
Wandkreuz und Gedenkplatte für den alten Friedhof der Kirche

Die Expositurkirche St. Vitus und Leonhard ist die katholische Dorfkirche von Neunaigen, einem Gemeindeteil der oberpfälzischen Gemeinde Wernberg-Köblitz. Der Bau ist eine gotische Chorturmanlage, welche durch den Stadtmaurermeister Johannes Rickl aus Nabburg in den Jahren 1788 bis 1790 ein neues Langhaus erhielt.

## Ausstattung
Gemälde in den Rahmenstuckfeldern des Langhauses des aus Nabburg stammenden Johann Franz Lidtmann zeigen Leben und Apotheose des Kirchenheiligen St. Veit. Sinnsprüche befinden sich über den Pilastern der Säulen.
Die Altarausstattung ist Rokoko, jedoch noch mit Barockbildern, wohl aus der Ausstattung der Vorgängerkirche.
Die Kanzel wurde von Christoph Luybl aus Nabburg geschaffen.